# Загонный
Загонный — населённый пункт (тип: разъезд) в Заринском районе Алтайского края России. Входит в состав Шпагинского сельсовета.

## География
Расположен в северо-восточной части края, при остановочном пункте Загонный Западно-Сибирской железной дороги.
Климат
континентальный. Средняя температура января −17,7 °C, июля +19,2 °C. Годовое количество атмосферных осадков — 450 мм.

## История
Загонный входит в муниципальное образование «Шпагинский сельсовет» согласно муниципальной и административно-территориальной реформе 2007 года.

## Население
| 1997 | 1998 | 1999 | 2000 | 2001 | 2002 | 2003 | 2004 | 2005 |
| ---- | ---- | ---- | ---- | ---- | ---- | ---- | ---- | ---- |
| 28   | ↗31  | ↗33  | ↘32  | →32  | ↗33  | ↘28  | ↗29  | ↘26  |
| 2006 | 2007 | 2008 | 2009 | 2010 | 2011 | 2012 | 2013 |      |
| ↘25  | ↗28  | ↘24  | ↗26  | ↗33  | →33  | ↘28  | ↘26  |      |

национальный состав
Согласно результатам переписи 2002 года, в национальной структуре населения русские составляли 100 % от 26 жителей.

## Инфраструктура
Путевое хозяйство Западно-Сибирской железной дороги.

## Транспорт
Разъезд доступен автомобильным и железнодорожным транспортом.
В посёлок при разъезде идёт просёлочная дорога от Заринского тракта.